# Abraxas eremodisca
Abraxas eremodisca är en fjärilsart som beskrevs av Rayner 1920. Abraxas eremodisca ingår i släktet Abraxas och familjen mätare. Inga underarter finns listade i Catalogue of Life.